# Oshawa Generals
Oshawa Generals är ett kanadensiskt proffsjuniorishockeylag som har spelat i Ontario Hockey League (OHL) sedan 1974 när ligan bildades. De grundades dock redan 1937 för spel i Ontario Hockey Associations olika ishockeyligor. Laget ägs till minoritet av bland annat ishockeytränaren Peter DeBoer, som tränar San Jose Sharks i NHL, och före detta ishockeyspelaren Adam Graves, som spelade totalt 1 152 NHL-matcher och vann två Stanley Cup under sin karriär.
Generals spelar sina hemmamatcher i inomhusarenan Tribute Communities Centre, som har en publikkapacitet på 5 500 åskådare, i Oshawa i Ontario. Laget har vunnit sex Memorial Cup och fem J. Ross Robertson Cup, som är trofén som ges till det vinnande laget av OHL:s slutspel.

## Fostrade spelare
De har fostrat spelare som bland andra:
| Målvakter - Ken Appleby - Fred Brathwaite - Bob Froese - Jeff Hackett - Doug Keans - Kirk McLean - Roland Melanson - Michal Neuvirth - Peter Sidorkiewicz - Greg Stefan - Dunc Wilson | Backar - Bryan Allen - Nick Beverley - Josh Brown - Joe Cirella - Calvin de Haan - Michael Del Zotto - Frank Eddolls - Lee Fogolin Jr. - Charlie Huddy - Claude Julien - Simon Karlsson - Steve Konroyd - Leo Lamoureux - Rick Lanz - Jack Lynch - Bud MacPherson - Julian Melchiori - Dakota Mermis - Gus Mortson - Gord Murphy - Lee Norwood - Bobby Orr - Jim Paek - Paul Ranger - Ed Reigle - Pat Ribble - Phil Samis - Harry Sinden - John Stevens - Bob Stewart - Riley Stillman - Dale Tallon - Barry Wilkins | Forwards - Andy Andreoff - Dave Andreychuk - Jason Arnott - Ivan Boldirev - Eric Boulton - Wayne Cashman - Cal Clutterbuck - Jim Conacher - Mike Craig - Floyd Curry - Michael Dal Colle - Jeff Daniels - Dean DeFazio - Alex Delvecchio - Ben Eager - Bill Ezinicki - George Ferguson - Dick Gamble - Paul Gardner - Bep Guidolin - Dan Hinote - Nathan Horton - Lou Jankowski - Boone Jenner - Nicklas Jensen - Bob Kelly - Derek King - Scott Laughton - Lucas Lessio - Tobias Lindberg - Eric Lindros - Ted Lindsay - Bill Lochead - Lukas Löfquist - John MacLean - Greg Malone - Michael McCarron - Tom McCarthy - Brian McGrattan - Rick Middleton - Chris Minard - Terry O'Reilly - Danny O'Shea - Rob Pearson - Andrew Peters - Wayne Primeau - Nelson Pyatt - Marc Savard - Justin Shugg - Kenny Smith - Sid Smith - Tony Tanti - John Tavares - Billy Taylor - Christian Thomas - Peter Tsimikalis - Stéphane Yelle |